# Evergestis paghmanalis
Evergestis paghmanalis là một loài bướm đêm trong họ Crambidae.